# Calle Alonso de Quintanilla
La calle Alonso de Quintanilla es una vía pública de la ciudad española de Oviedo.

## Descripción
La vía, que obtuvo el título actual en 1887, discurre desde la confluencia de la calle Santa Clara con Caveda, donde conecta con Foncalada, hasta Pelayo. Tiene cruces con Covadonga y Pepa Ojanguren. Honra con el título a Alonso de Quintanilla (1420-1500), político y estadista natural de la localidad asturiana de Paderni, consejero de los Reyes Católicos. Aparece descrita en El libro de Oviedo (1887) de Fermín Canella y Secades con las siguientes palabras:

Alonso Quintanilla.—Desde el acuerdo municipal de 1887.—Ent.: Paseo de Santa Clara.—Conc.: Covadonga.
(Canella y Secades, 1887, p. 106)